# Danh sách di sản thế giới tại Oman

Oman phê chuẩn Công ước Di sản thế giới của UNESCO vào ngày 6 tháng 10 năm 1981, từ đó các địa điểm của quốc gia đủ điều kiện để xét công nhận Di sản thế giới. Tính đến hết năm 2018, Oman có tổng cộng 5 di sản thế giới và tất cả đều là di sản văn hóa. Di sản đầu tiên là Pháo đài Bahla được công nhận vào năm 1987. Thành phố cổ Qalhat là Di sản mới nhất được công nhận vào năm 2018. Trong quá khứ, quốc gia này cũng có một di sản tự nhiên là Khu bảo tồn linh dương Ả Rập được công nhận vào năm 1994, nhưng nó đã bị gỡ bỏ khỏi danh sách vào năm 2007 bởi công tác quản lý yếu kém khiến loài Linh dương sừng thẳng Ả Rập suy giảm nghiêm trọng, cùng với việc Chính phủ Oman tiến hành thăm dò dầu khí trong khu vực khu bảo tồn này khiến tính toàn vẹn bị phá hủy. Nó cũng chính là một trong hai Di sản thế giới đã bị gỡ khỏi danh sách (cùng với Thung lũng Elbe ở Dresden bị loại khỏi danh sách năm 2009). Ngoài ra, Oman cũng có 7 địa điểm khác nằm trong danh sách dự kiến xét công nhận trong tương lai.

## Danh sách
| Tên                                    | Hình ảnh                               | Vị trí                                                                                   | Tiêu chuẩn           | Diện tích km vuông | Năm công nhận | Mô tả | Tham chiếu |
| -------------------------------------- | -------------------------------------- | ---------------------------------------------------------------------------------------- | -------------------- | ------------------ | ------------- | ----- | ---------- |
| Pháo đài Bahla                         | Pháo đài Bahla                         | Bahla, Ad Dakhiliyah 22°57′51″B 57°18′4″Đ / 22,96417°B 57,30111°Đ                        | Văn hóa: (iv)        |                    | 1987          |       | [ 1 ]      |
| Di chỉ khảo cổ Bat, Al-Khutm và Al-Ayn | Di chỉ khảo cổ Bat, Al-Khutm và Al-Ayn | Ad Dhahirah 23°16′12″B 56°44′42″Đ / 23,27°B 56,745°Đ                                     | Văn hóa: (iii), (iv) |                    | 1988          |       | [ 2 ]      |
| Vùng đất hương liệu                    | Vùng đất hương liệu                    | Dhofar 18°15′12″B 53°38′51,3″Đ / 18,25333°B 53,63333°Đ                                   | Văn hóa: (iii), (iv) |                    | 2000          |       | [ 3 ]      |
| Hệ thống thủy lợi Aflaj                | Hệ thống thủy lợi Aflaj                | Ad Dakhiliyah, Ash Sharqiyah, Al Batinah 18°15′12″B 53°38′51,3″Đ / 18,25333°B 53,63333°Đ | Văn hóa: (v)         |                    | 2006          |       | [ 4 ]      |
| Thành phố cổ Qalhat                    | Thành phố cổ Qalhat                    | Sur, Ash Sharqiyah Nam 22°59′56″B 55°32′10″Đ / 22,99889°B 55,53611°Đ                     | Văn hóa: (ii), (iii) |                    | 2018          |       | [ 5 ]      |

## Danh sách dự kiến
Ngoài các di sản đã được công nhận, Oman cũng có các địa điểm nằm trong Danh sách di sản thế giới dự kiến. Để được xét công nhận là Di sản thế giới, địa điểm đó trước đó phải nằm trong Danh sách dự kiến. Dưới đây là các Di sản dự kiến tại Oman:
- Các pháo đài của Rustaq và Al Hazm (1988)
- Khu bảo tồn tự nhiên đề xuất Quần đảo Al Hallaniyyat (2013)
- Khu bảo tồn tự nhiên Bar al Hakman (2013)
- Khu bảo tồn thiên nhiên Dãy núi Smahan (2013)
- Khu bảo tồn thiên nhiên Quần đảo Al Dimaniyyat (2013)
- Khu bảo tồn rùa Ras al Had và di sản Ras al Jinz (2013)
- Cảnh quan văn hóa Bisya & Salut và tàn tích khảo cổ học của nó (2014)